# Wybory regionalne w Brandenburgii w 1994 roku
Wybory regionalne w Brandenburgii w 1994 roku – odbyły się 11 września. Zgodnie z oficjalnymi wynikami miażdżące zwycięstwo odniosła Socjaldemokratyczna Partia Niemiec, która uzyskała ok. 54,14% głosów.

## Wyniki
| Partia                                            | Wyniki w % |
| ------------------------------------------------- | ---------- |
| Sozialdemokratische Partei Deutschlands (SPD)     | 54,14      |
| Christlich Demokratische Union Deutschlands (CDU) | 18,72      |
| PDS                                               | 18,71      |
| Bündnis 90/Die Grünen (Grüne)                     | 2,89       |
| Freie Demokratische Partei (FDP)                  | 2,20       |
| Deutsche Volksunion (DVU)                         | –          |
| Inne                                              | 3,34       |